# Aloe sakarahensis
Aloe sakarahensis är en grästrädsväxtart som beskrevs av John Jacob Lavranos och M.Teissier. Aloe sakarahensis ingår i släktet Aloe och familjen grästrädsväxter.
Artens utbredningsområde är Madagaskar.

## Underarter
Arten delas in i följande underarter:
- A. s. pallida
- A. s. sakarahensis